# Гартлі (Техас)
Гартлі (англ. Hartley) — переписна місцевість (CDP) в США, в окрузі Гартлі штату Техас. Населення — 382 особи (2020).

## Географія
Гартлі розташоване за координатами 35°53′54″ пн. ш. 102°23′48″ зх. д. / 35.89833° пн. ш. 102.39667° зх. д. (35.898269, -102.396680).  За даними Бюро перепису населення США в 2010 році переписна місцевість мала площу 18,05 км², з яких 18,05 км² — суходіл та 0,00 км² — водойми.

## Демографія
Згідно з переписом 2010 року, у переписній місцевості мешкало 540 осіб у 162 домогосподарствах у складі 134 родин. Густота населення становила 30 осіб/км².  Було 181 помешкання (10/км²).
Расовий склад населення:
| - 85,9 % — білих - 0,7 % — корінних американців - 12,0 % — осіб інших рас |

До двох чи більше рас належало 1,3 %. Частка іспаномовних становила 38,9 % від усіх жителів.
За віковим діапазоном населення розподілялося таким чином: 39,3 % — особи молодші 18 років, 55,3 % — особи у віці 18—64 років, 5,4 % — особи у віці 65 років та старші. Медіана віку мешканця становила 27,8 року. На 100 осіб жіночої статі у переписній місцевості припадало 113,4 чоловіків;  на 100 жінок у віці від 18 років та старших — 108,9 чоловіків також старших 18 років.
Середній дохід на одне домашнє господарство  становив 50 897 доларів США (медіана — 49 583), а середній дохід на одну сім'ю — 56 526 доларів (медіана — 57 917). За межею бідності перебувало 16,2 % осіб, у тому числі 28,2 % дітей у віці до 18 років та 0,0 % осіб у віці 65 років та старших.
Цивільне працевлаштоване населення становило 269 осіб. Основні галузі зайнятості: сільське господарство, лісництво, риболовля — 49,1 %, освіта, охорона здоров'я та соціальна допомога — 18,2 %, транспорт — 6,3 %, мистецтво, розваги та відпочинок — 5,9 %.